# Eventi sportivi nel 2024

## Atletica leggera
- 1-3 marzo: Campionati del mondo di atletica leggera indoor 2024, Glasgow
- 30 marzo: Campionati del mondo di corsa campestre 2024, Belgrado
- 20 aprile-14 settembre: Diamond League, sedi varie
- 21 aprile: Campionati del mondo a squadre di marcia 2024, Adalia
- 4-5 maggio: World Athletics Relays 2024, Nassau
- 17-25 maggio: Campionati del mondo di atletica leggera paralimpica 2024, Kōbe
- 7-9 giugno: Campionati nord-centroamericani e caraibici di atletica leggera 2024, San Salvador
- 7-12 giugno: Campionati europei di atletica leggera 2024, Roma
- 18-21 luglio: Campionati europei under 18 di atletica leggera 2024, Banská Bystrica
- 26-31 agosto: Campionati del mondo under 20 di atletica leggera 2024, Lima
- 8 dicembre: Campionati europei di corsa campestre 2024, Antalya

## Calcio
- 12 gennaio - 10 febbraio: Coppa d'Asia 2023, Qatar
- 13 gennaio - 11 febbraio: Coppa delle nazioni africane 2023, Costa d'Avorio
- 15-30 giugno: Coppa delle nazioni oceaniane 2024, Vanuatu
- 14 giugno - 14 luglio: Campionato europeo di calcio 2024, Germania
- 20 giugno - 14 luglio: Copa América 2024, Stati Uniti

## Calcio a 5
- 14 settembre-6 ottobre: FIFA Futsal World Cup 2024, Uzbekistan

## Canottaggio
- 18-25 agosto: Campionati del mondo di canottaggio 2024, Canada

## Ciclismo
- 4-26 maggio: Giro d'Italia 2024
- 29 giugno-21 luglio: Tour de France 2024
- 17 agosto-8 settembre: Vuelta a España 2024
- 21-29 settembre: Campionati del mondo di ciclismo su strada 2024, Zurigo
- 16-20 ottobre: Campionati del mondo di ciclismo su pista 2024, Danimarca

## Football americano
- 12 febbraio: Super Bowl LVIII, Allegiant Stadium, Paradise
- Campionato europeo di football americano femminile 2023-2024, Europa
- 19-26 ottobre: Qualificazioni al campionato europeo A di football americano 2025, Europa
- 19 ottobre-17 novembre: Campionato europeo B di football americano 2024-2025, Europa

## Hockey su pista
- 8 - 22 settembre: Campionati mondiali di hockey su pista 2024 - World Skate Games, Novara

## Judo
- 19 - 24 maggio: Campionati mondiali di judo 2024, Abu Dhabi
- 25 - 28 aprile: Campionati europei di judo 2024, Zagabria

## Motori
- 2 marzo - 8 dicembre: Campionato mondiale di Formula 1 2024
- 13 gennaio - 21 luglio: Campionato mondiale di Formula E 2023-2024
- 26 gennaio - 24 novembre: Campionato del mondo rally 2024
- 5 gennaio - 11 ottobre: Campionato mondiale di rally raid 2024
- 3 febbraio - 10 novembre: NASCAR Cup Series 2024
- 10 marzo - 15 settembre: IndyCar Series 2024

## Nuoto
- 2 - 18 febbraio: Campionati mondiali di nuoto 2024, Doha

## Pallacanestro
- 20 aprile-17 giugno: Playoff NBA 2024, Usa

## Pallanuoto
- 4-16 gennaio: Campionato europeo di pallanuoto 2024 (maschile), Croazia
- 5-13 gennaio: Campionato europeo di pallanuoto 2024 (femminile), Eindhoven

## Rugby a 15
- 2 dicembre 2023 - 2 giugno 2024: World Rugby Sevens Series 2023-2024
- 2 febbraio - 15 marzo: Sei Nazioni Under-20 2024
- 2 febbraio - 16 marzo: Sei Nazioni 2024
- 23 marzo - 27 aprile: Sei Nazioni femminile 2024

## Scacchi
- 2-14 marzo: Campionato europeo individuale di scacchi 2024, Castellastua
- 3-25 aprile: Torneo dei candidati 2024 e Torneo delle candidate 2024, Toronto
- 19-28 aprile: Campionato europeo individuale femminile di scacchi 2024, Rodi
- 10-23 settembre: Olimpiadi degli scacchi del 2024, Budapest
- 20 novembre-15 dicembre: Campionato del mondo di scacchi 2024, Singapore
- 26-28 dicembre: Campionato del mondo di scacchi rapidi 2024 e Campionato del mondo femminile di scacchi rapidi 2024, New York
- 30-31 dicembre: Campionato del mondo di scacchi lampo 2024 e Campionato del mondo femminile di scacchi lampo 2024, New York

## Scherma
- 3-4 febbraio: Campionati del mediterraneo di scherma, La Nucia
- 22-25 febbraio: Europei cadetti di scherma, Napoli
- 26-29 febbraio: Europei juniores di scherma, Napoli
- 12-15 aprile: Mondiale cadetti di scherma, Riad
- 16-20 aprile: Mondiale giovanile di scherma, Riad
- 1-4 giugno: Europei under-23 di scherma, Adalia
- 5-10 giugno: Campionati italiani di scherma, Cagliari
- 18-23 giugno: Europei di scherma, Basilea
- 9 novembre 2023 - 4 agosto 2024: Coppa del mondo di scherma 2024

## Sollevamento pesi
- 12-20 febbraio: Campionati europei di sollevamento pesi 2024, Sofia
- 4-14 dicembre: Campionati mondiali di sollevamento pesi 2024, Manama

## Sport di tiro
24 gennaio - TBA: Coppa del mondo di tiro 2024

## Vela
- 12-20 ottobre: America's Cup 2024[1]

## Wrestling (lotta)
- 28 - 31 ottobre: Campionati mondiali di lotta 2024, Tirana

## Manifestazioni multisportive
- 19 gennaio - 2 febbraio: IV Giochi olimpici giovanili invernali, Gangwon
- 26 luglio - 11 agosto: Giochi della XXXIII Olimpiade, Parigi
- 28 agosto - 8 settembre: XVII Giochi paralimpici estivi, Parigi